# اندیس خوراب ۲
خوراب ۲ یک اندیس فلزی است که در حوالی شهر سبزه وار استان خراسان قرار دارد و مادهٔ معدنی موجود در آن، کرومیت است.  